# Sint-Antoniusviering (Herdersem)
De Sint-Antoniusviering behoort tot het immaterieel erfgoed en vindt jaarlijks rond het weekend van 17 januari plaats in Herdersem, deelgemeente van Aalst. Tijdens deze viering wordt de tweede patroonheilige van de gemeente, Sint-Antonius Abt, afgebeeld met een varken, aangeroepen tegen allerhande kwalen bij mens en dier. Deze eeuwenoude traditie wordt in leven gehouden door de plaatselijke Gilde van Sint-Antonius Abt.

## Geschiedenis
Sinds 1663 is de Gilde van Sint-Antonius Abt onafgebroken werkzaam en houdt de traditie levend. De huidige viering, met bedevaart, Moorselse mis en verkoop van offergaven in natura, gaat terug tot het einde van de 17de eeuw. In de regio brak de pest uit en de inwoners van het naburige Moorsel ondernamen de eerste bedevaart naar Herdersem. De pest leek daarop geweken, en zo ontstond een lange bedevaarttraditie.
Sinds 2023 is de traditie erkend via de Inventaris Vlaanderen als waardevol immaterieel erfgoed.

## Hedendaagse festiviteiten
Ook nu nog wordt de ‘Moorselse mis’ met verkoop van offergaven in natura gevierd te Herdersem op de maandag na 17 januari. Vandaag is de viering van Sint-Antonius een stuk ‘wereldser’ in vergelijking met vroegere tijden. De religieuze elementen worden aangevuld met kermisattracties, een dorpsbal, eetfestijnen,… Op zondag gaat er door de straten van Herdersem ook een folkloristische stoet. Vaste waarden bij deze stoet zijn Sint-Antonius zelf en zijn duiveltjes, de Sint-Antoniusgilde en de Herdersemse Reuzen. Ook de Koninklijke Harmonie zorgt steeds voor de muzikale opluistering. Deze vaste waarden worden aangevuld met wagens en diverse uitgebeelde taferelen van de verschillende wijkcomités. Na de stoet volgt nog de pensenworp in het dorpscentrum, met als belangrijkste prijzen de Zilveren en Gouden Pens.